# 今泉賢一
今泉 賢一（いまいずみ けんいち、1964年 - ）は、日本のアニメ演出家・監督、アニメーター、キャラクターデザイナー。フリー。
以前はアートランドに所属していた。2006年から2010年にかけて放送された『家庭教師ヒットマンREBORN!』にて初監督。

## 参加作品

### テレビアニメ
1991年
- 燃えろ!トップストライカー（1991年 - 1992年、作画監督）

1992年
- みかん絵日記（作画監督）

1993年
- ムカムカパラダイス（作画監督）

1994年
- 愛と勇気のピッグガール とんでぶーりん（作画監督）

1995年
- ママはぽよぽよザウルスがお好き（作画監督）
- H2（作画監督）

1996年
- セイバーマリオネットJ（作画監督）

1997年
- MAZE☆爆熱時空（演出・作画監督）

1998年
- 花さか天使テンテンくん（作画監督）
- プリンセスナイン 如月女子高野球部（作画監督）

1999年
- HUNTER×HUNTER（作画監督）
- ジバクくん（作画監督）
- 頭文字D Second Stage（原画）

2000年
- コレクター・ユイ（作画監督）

2001年
- 機動天使エンジェリックレイヤー（作画監督・原画）
- スターオーシャンEX（原画）
- ガイスターズ FRACTIONS OF THE EARTH（キャラクターデザイン・総作画監督）

2002年
- ハングリーハート WILD STRIKER（キャラクターデザイン）
- わがまま☆フェアリー ミルモでポン!（演出・作画監督・原画）

2004年
- 勇午 〜交渉人〜「ロシア編」（キャラクターデザイン・総作画監督）
- 十兵衛ちゃん2 -シベリア柳生の逆襲-（演出・作画監督・原画）
- 絢爛舞踏祭 ザ・マーズ・デイブレイク（作画監督・原画）
- スクールランブル（原画）

2005年
- 絶対少年（演出・作画監督・原画）
- 蟲師（絵コンテ・演出・作画監督・原画）

2006年
- しにがみのバラッド。（作画監督・原画）
- 僕等がいた（絵コンテ・演出・作画監督・原画）
- 家庭教師ヒットマンREBORN!（2006年 - 2010年、監督）

2010年
- それでも町は廻っている（絵コンテ）
- ひめチェン!おとぎちっくアイドル リルぷりっ（絵コンテ）

2011年
- べるぜバブ（絵コンテ）
- あの日見た花の名前を僕達はまだ知らない。（絵コンテ・演出・原画・第二原画）
- うたの☆プリンスさまっ♪ マジLOVE1000%（メインテーマアニメーション原画）
- ファイ・ブレイン 神のパズル（絵コンテ）
- 境界線上のホライゾン（絵コンテ）
- マケン姫っ!（総作画監督補・作画監督補）
- THE IDOLM@STER（絵コンテ）

2012年
- アマガミSS+ plus（絵コンテ・演出・作画監督）
- ドラえもん（絵コンテ）
- 境界線上のホライゾンII（絵コンテ）
- えびてん 公立海老栖川高校天悶部（絵コンテ）

2013年
- 生徒会の一存 Lv.2（監督）
- 超速変形ジャイロゼッター（絵コンテ・演出）
- ビビッドレッド・オペレーション（絵コンテ）
- まおゆう魔王勇者（絵コンテ）
- 琴浦さん（絵コンテ・原画）
- 波打際のむろみさん（原画）
- 有頂天家族（演出・作画監督・原画）

2014年
- 極黒のブリュンヒルデ（監督）
- 七つの大罪（絵コンテ・演出）
- ソードアート・オンラインII（絵コンテ）
- SHIROBAKO（演出・作画監督）

2015年
- ISUCA（絵コンテ・演出）
- Charlotte（演出・作画監督・原画）
- 干物妹!うまるちゃん（絵コンテ・演出）
- 小森さんは断れない!（監督）
- 学戦都市アスタリスク（絵コンテ・演出）
- VALKYRIE DRIVE -MERMAID-（絵コンテ）
- すべてがFになる THE PERFECT INSIDER（絵コンテ）

2016年
- ハルチカ〜ハルタとチカは青春する〜（絵コンテ）
- 新あたしンち（絵コンテ・演出・作画監督・作画）
- クロムクロ（演出・OP演出・OP原画）
- 3月のライオン（絵コンテ）
- TRICKSTER -江戸川乱歩「少年探偵団」より-（絵コンテ）

2017年
- サクラクエスト（絵コンテ・演出）
- ソード・オラトリア ダンジョンに出会いを求めるのは間違っているだろうか外伝（絵コンテ）
- 天使の3P!（絵コンテ）
- Fate/Apocrypha（絵コンテ）

2018年
- BORUTO-ボルト- -NARUTO NEXT GENERATIONS-（絵コンテ）
- グランクレスト戦記（絵コンテ）
- ウマ娘 プリティーダービー（絵コンテ・演出）
- キャプテン翼（第4作：2018年 - 2019年、絵コンテ）
- LOST SONG（絵コンテ・演出）
- レイトン ミステリー探偵社 〜カトリーのナゾトキファイル〜（絵コンテ）
- 夢王国と眠れる100人の王子様（絵コンテ）
- はねバド!（絵コンテ）
- 色づく世界の明日から（演出）

2019年
- からくりサーカス（絵コンテ）
- 不機嫌なモノノケ庵 續（絵コンテ）
- 放課後さいころ倶楽部（監督、絵コンテ）

2020年
- ネコぱら（絵コンテ）
- キングダム（第3シリーズ：2020年 - 2021年、監督・絵コンテ）
- 球詠（絵コンテ）

2022年
- キングダム（第4シリーズ、監督・絵コンテ）
- パリピ孔明（絵コンテ）
- デート・ア・ライブIV（絵コンテ）

2023年
- お隣の天使様にいつの間にか駄目人間にされていた件（監修、絵コンテ）

2024年
- キングダム（第5シリーズ、監督）
- 菜なれ花なれ（絵コンテ）
- 戦国妖狐 千魔混沌編（絵コンテ）

時期未定
- 領民0人スタートの辺境領主様（監督）

### 劇場アニメ
- 銀河英雄伝説 わが征くは星の大海（1988年、動画）
- 劇場版ガイスターズ命の章・光の章（2001年、キャラクターデザイン）
- 激闘!クラッシュギアTURBO カイザバーンの挑戦!（2002年、ゲストデザイン・作画監督・原画）
- ストライクウィッチーズ 劇場版（2012年、作画監督協力、原画）
- 駒田蒸留所へようこそ（2023年、演出）

### OVA
1987年
- 真魔神伝 バトルロイヤルハイスクール（動画）

1988年
- 銀河英雄伝説（1988年 - 1989年、動画）

1989年
- 星猫フルハウス（動画）

1990年
- 新カラテ地獄変（原画）

1991年
- 銀河英雄伝説（第2期：1991年 - 1992年、作画監督・原画）
- 迷走王ボーダー 社会復帰編（原画）

1994年
- 銀河英雄伝説（第3期：1994年 - 1995年、作画監督・原画）
- GATCHAMAN（原画）

1996年
- 銀河英雄伝説（第4期：1996年 - 1997年、演出・作画監督・原画）

1998年
- 銀河英雄伝説（外伝第1期「汚名」、キャラクターデザイン・演出・作画監督・原画）
- 銀河英雄伝説（外伝第1期「千億の星、千億の光」、演出・作画監督・原画）

1999年
- 銀河英雄伝説（外伝第2期「螺旋迷宮」、エンディングアニメーション）

2000年
- 銀河英雄伝説（外伝第2期「叛乱者」、演出・作画監督・原画）
- 銀河英雄伝説（外伝第2期「奪還者」、デザイン協力・演出・総作画監督・作画監督・原画）
- 銀河英雄伝説（外伝第2期「第三次ティアマト会戦」、作画監督）

2001年
- 倒凶十将伝（第2期、キャラクターデザイン・作画監督）

2002年
- HUNTER×HUNTER ORIGINAL VIDEO ANIMATION（作画監督）

2010年
- 家庭教師ヒットマンREBORN! ジャンプスーパーアニメツアー2009 ボンゴレ式修学旅行、来る!（絵コンテ）

2011年
- かってに改蔵（絵コンテ）

### Webアニメ
- クレヨンしんちゃん外伝 エイリアン vs. しんのすけ（2016年、演出）
- クレヨンしんちゃん外伝 おもちゃウォーズ（2016年、演出）
- クレヨンしんちゃん外伝 家族連れ狼（2017年、演出・作画）

### その他
- 魔法使いなら味噌を喰え!（2012年、作画監督・原画）

## ラジオ
- リボラジ!〜ぶっちゃけリング争奪戦〜（第30回・インターネットラジオ）